# Aalstreepboommuis
De aalstreepboommuis (Dendromus insignis)  is een zoogdier uit de familie van de Nesomyidae. De wetenschappelijke naam van de soort werd voor het eerst geldig gepubliceerd door Thomas in 1903.

## Verspreidingsgebied
De soort wordt aangetroffen in Congo-Kinshasa, Kenia, Rwanda, Tanzania en Oeganda.